# Mark Morrison
Pour les articles homonymes, voir Mark Morrison (homonymie).
Mark Morrison, né le 2 avril 1877 et mort le 10 mai 1945 à Long Niddy, est un joueur de rugby à XV écossais, évoluant avec l'Écosse au poste d'avant.

## Biographie
Mark Morrison a disputé son premier test match le 25 janvier 1896 contre l'équipe du pays de Galles. Il a disputé son dernier test match le 19 mars 1904 contre l'équipe d'Angleterre. Il joue 23 matchs. Il a eu l'honneur de partir en tournée avec les Lions en Afrique du Sud lors de l'année 1903, disputant trois test matchs.
En 1934, il devient le 55e président de la Fédération écossaise de rugby à XV.

## Palmarès
- Triple couronne dans le Tournoi britannique de rugby à XV 1901, 1903.
- Victoire dans le Tournoi britannique de rugby à XV 1904.

## Statistiques en équipe nationale

### Avec l'Écosse
- 23 sélections pour l'Écosse.
- Sélections par année : 3 en 1896, 2 en 1897, 2 en 1898, 3 en 1899, 2 en 1900, 3 en 1901, 3 en 1902, 2 en 1903, 3 en 1904
- Participation aux tournois britanniques en 1896, 1897, 1898, 1899, 1900, 1901, 1902, 1903, 1904

### Avec les Lions
- 3 sélections pour les Lions.
- Sélections par année : 3 lors de l'année 1903, en Afrique du Sud.